# Competencia discursiva
Este artículo se refiere a la competencia en lingüística. Para otros usos ver Competencia.
Competencia discursiva. (< latín competentĭa ['coincidencia, concordancia, correspondencia']). Se dice que «es la habilidad que tiene un individuo de una comunidad sociocultural para elegir el discurso más adecuado a sus intenciones y a la situación comunicativa en que está». Es uno de los componentes de la competencia comunicativa.
Según el Diccionario de términos clave de ELE (Español como Lengua Extranjera), del Centro Virtual Cervantes: 

"La competencia discursiva hace referencia a la capacidad de una persona para desenvolverse de manera eficaz y adecuada en una lengua, combinando formas gramaticales y significado para lograr un texto trabado (oral o escrito), en diferentes situaciones de comunicación. Incluye, pues, el dominio de las habilidades y estrategias  que permiten a los interlocutores producir e interpretar textos, así como el de los rasgos y características propias de los distintos géneros discursivos de la comunidad de habla en que la persona se desenvuelve".

En el contexto de la Unión Europea, el Marco común europeo de referencia para las lenguas la incluye entre las competencias pragmáticas, y se la describe como la «capacidad que posee el usuario o alumno de ordenar oraciones en secuencias para producir fragmentos coherentes de lengua».

## Historia del conceptocompetencia lingüística

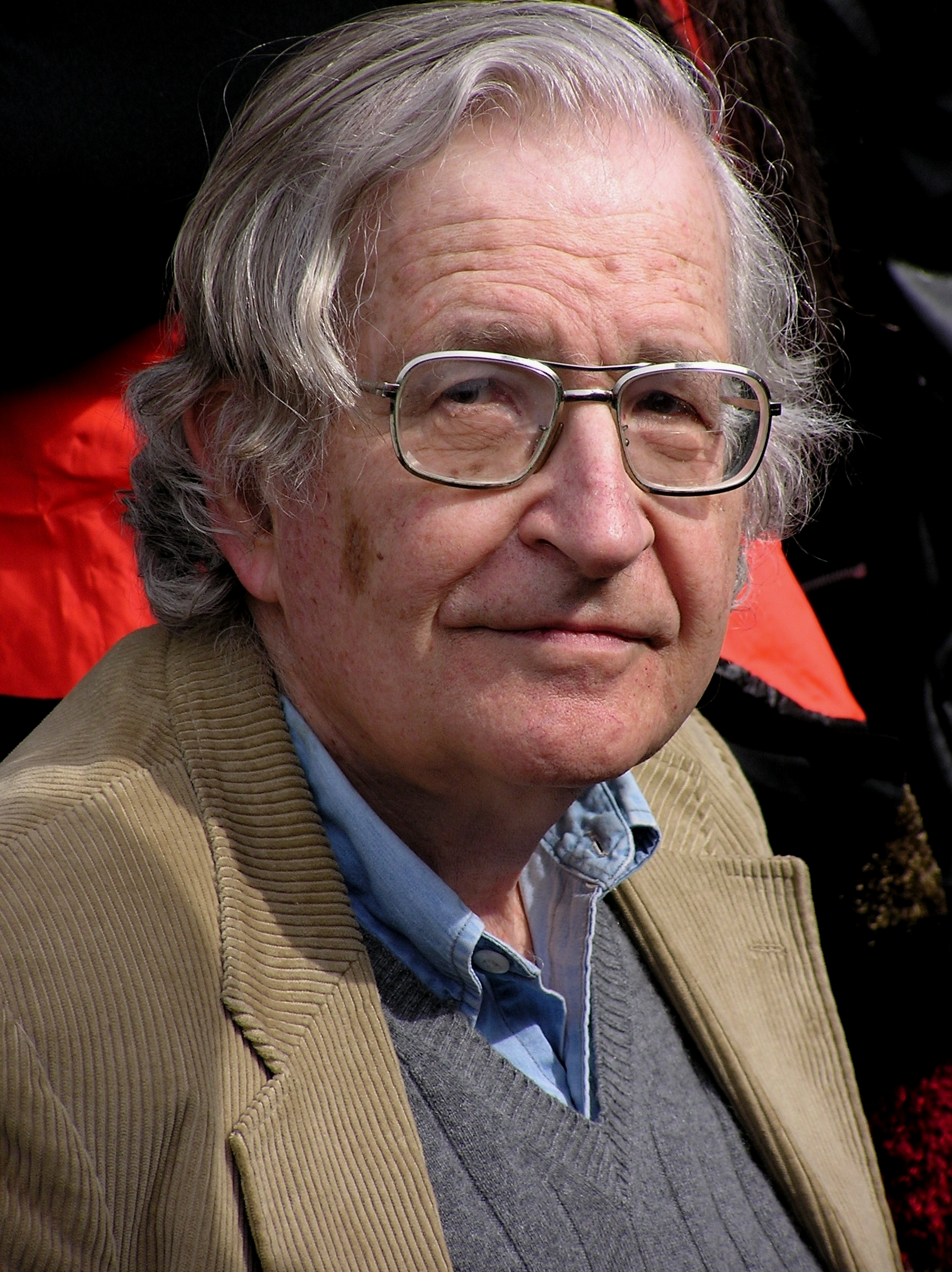
Noam Chomsky, creador de la antinomia competencia lingüística/actuación lingüística.

En 1965, Noam Chomsky introduce en Aspects of the Theory of Syntax la antinomia competencia lingüística/actuación lingüística, para distinguir, respectivamente, la habilidad en el uso de la lengua del uso mismo de esta.
Se suele hacer un paralelismo entre la antinomia competencia lingüística/actuación lingüística (de Chomsky) y la antinomia lengua/habla (de Saussure), respectivamente. Sin embargo, lengua y competencia lingüística no son correlativas, pues Saussure definió en su Curso de lingüística general la lengua como «un producto social de la facultad del lenguaje», en tanto que para Chomsky la competencia lingüística no es social, sino individual.
En 1966, Dell Hymes reacciona contra la propuesta de Chomsky en un trabajo titulado On Communicative Competence, en el que critica lo restringido del concepto chomskiano considerando la competencia de Chomsky como conocimiento, si bien más tarde, en 1989, Hymes reconoce no haber advertido que la competencia lingüística planteada por Chomsky era habilidad y no conocimiento en el uso de la lengua.
Hornberger, en 1989, advierte cómo, después de varias consideraciones y reconsideraciones en torno de la teoría de la competencia lingüística, por parte de lingüistas tan reconocidos como Rivers (1972), Paulston (1974), van Ek (1975), Wilkings (1976) y Widdowson (1978), finalmente logran Canale y Swain (1980) desarrollar una teoría de cuatro componentes de la competencia comunicativa, a saber: la competencia gramatical (lingüística), la competencia sociolingüística, la competencia discursiva y la competencia estratégica.,
Línea cronológica con los principales exponentes de la teoría de la competencia lingüística

## Actualidad del conceptocompetencia comunicativa
Pulido y Pérez (2004) sistematizan nueve componentes de la llamada competencia comunicativa, a la que definen como competencia comunicativa integral, en términos de ser 

"la habilidad del que aprende la lengua para expresar, interpretar y negociar significados socioculturales en la interacción entre dos o más personas, o entre una persona y un texto oral o escrito, de forma tal que el proceso de comunicación sea eficiente y esté matizado por modos de actuación apropiados."

Esta competencia comunicativa integral, propuesta por Pulido y Pérez, estaría conformada no por los cuatro componentes de Canale y Swain, sino por cinco más que añaden hasta hacer un total de nueve componentes, a saber: la competencia cognitiva, la competencia lingüística, la competencia discursiva, la competencia estratégica, la competencia sociolingüística, la competencia de aprendizaje, la competencia sociocultural, la competencia afectiva y la competencia comportamental.

## Componentes de lacompetencia comunicativa integral

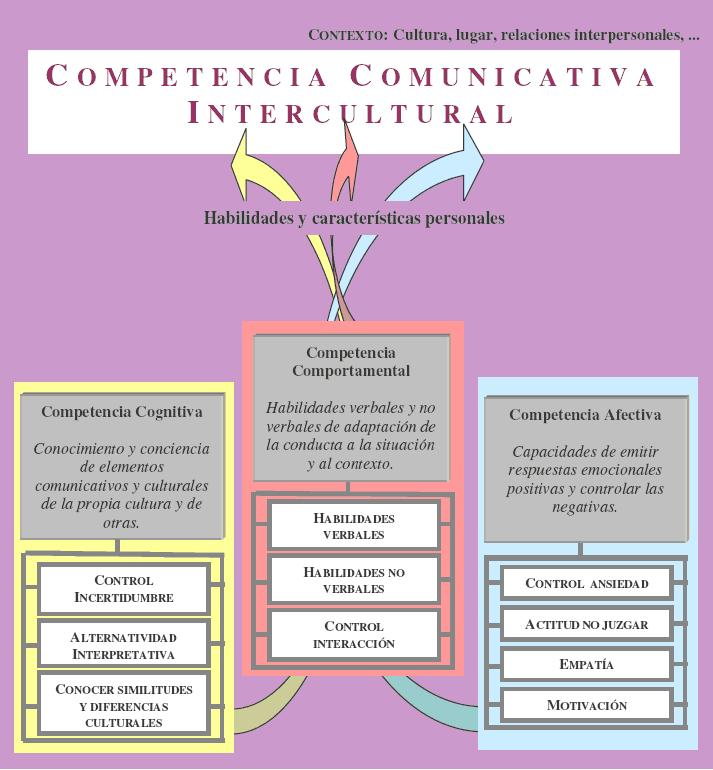
Tres de los nueve componentes que constituyen la competencia comunicativa integral.

Para Pulido y Pérez, los nueve componentes de la competencia comunicativa integral son los siguientes:
1. Competencia lingüística: habilidad de usar e interpretar la lengua de manera correcta.
2. Competencia sociolingüística: habilidad de producir enunciados apropiados de acuerdo con las reglas que rigen el acto comunicativo.
3. Competencia discursiva: habilidad de producir e interpretar diferentes tipos de discursos e interpretar y producir textos cohesionados y coherentes.[nota 3]
4. Competencia estratégica: habilidad de utilizar estrategias de comunicación verbal y comunicación no verbal para mejorar la efectividad de la comunicación.
5. Competencia sociocultural: habilidad de comprender el significado cultural que subyace en las formas lingüísticas, y de establecer distinciones entre las culturas diferentes.
6. Competencia de aprendizaje: habilidad para organizar el propio aprendizaje.
7. Competencia cognitiva: habilidad de construir o reconstruir conocimientos a través de la lengua.
8. Competencia afectiva: habilidad para reconocer, expresar y canalizar la vida emocional por medio de la lengua.
9. Competencia comportamental: habilidades verbales y no verbales que evidencian una adaptación de la conducta a la situación comunicativa.

## Lacompetencia discursiva
Para Irma Chumaceiro, el ejercicio de la competencia discursiva supone un sujeto productor del texto, otro sujeto receptor del mismo y una adecuada interacción comunicactiva entre ambos. En esta interacción comunicativa son importantes los conceptos de cohesión y coherencia.
La cohesión, para Halliday y Hasan, iniciadores del estudio de la cohesión textual, es lo que permite asumir como un texto a un conjunto de palabras y oraciones, es decir, aquel tejido oracional armado sintáctica y gramaticalmente, en la estructura superficial o microestructura textual, que hace de un texto una unidad lingüística. Para Lozano, algunos factores que conforman la cohesión textual son las conjunciones (y en general los elementos copulativos), el artículo, el pronombre, algunos valores verbales como el modo, el tiempo y el aspecto, lo mismo que el orden de las palabras, todo ello favorece la conectividad textual.
La coherencia, por su parte, es una propiedad semántica del texto que permite la construcción/reconstrucción de la estructura profunda o macroestructura textual., Para Chumaceiro, la cualidad de coherente de un texto es apreciable si se le puede atribuir un sentido, esto es, si se puede identificar el tema en relación con un universo temático, en cuyo extremo sería posible reconocer una intención global, reconocer el propio acto de habla específico y determinar el objetivo ilocucionario del acto de habla (identificar el tipo de acto de habla).
Coherencia y cohesión no están separadas, si bien por razones pedagógicas se las discrimina; por el contrario, se interrelacionan y constituyen en sí el eje fundamental de la competencia discursiva, toda vez que un hablante competente lo será en la medida en que pueda producir y procesar textos cohesionados y coherentes.